# Lipogram
Tekstovi napisani bez jednog ili više slova se nazivaju lipogramima. Jedan od najpoznatijih lipograma je roman "La Disparation", koji je 1969. godine napisao poznati francuski pisac Žorž Perek. Roman je napisan na francuskom bez i jednog slova "e". Delo je kao lipogram preveden na mnoge jezike, takođe bez slova "e".